# Большие Медведки
Большие Медведки — деревня в Тульской области России.
В рамках административно-территориального устройства является центром Медведского сельского округа Ефремовского района, в рамках организации местного самоуправления входит в муниципальное образование город Ефремов со статусом городского округа.

## География
Расположена в 14 км к северо-западу от города Ефремов.

## Население
| 2002 | 2004 | 2010 |
| ---- | ---- | ---- |
| 500  | ↗541 | ↘443 |